# Seytenga
Seytenga là một tổng của tỉnh Séno ở phía bắc Burkina Faso. Thủ phủ của tổng này là thị xã Seytenga. Dân số năm 2006 là 31.422 người.

## Các thị xã và các làng
Badourlébé, Bambary, Bandiedaga-Gourmantche, Bandiedaga-Lerel, Banguel-Daou, Banguel-Daou-Didiole, Bellaré, Foufou, Hakoundel, Inagabou, Keindabé, Kourakou, Lamana, Ouro-Ahidjo, Ouro-Daka, Ouro-Foni, Oussaltan-Banguel-Daou, Oussaltan-Dongobé, Petel-Habé, Petel-Karkallé, Seno-Tiondi, Sidibebe, Soffokel, Tandakoye, Tao và Yattakou.